# Вторжение в посольство Узбекистана в Ашхабаде
Вторжение спецназа и сотрудников Министерства национальной безопасности Туркмении в посольство Республики Узбекистан в Ашхабаде 16 декабря 2002 года — является частью событий неудавшегося покушения на жизнь тогдашнего президента Туркмении Сапармурата Ниязова, а также неудачной попытки государственного переворота в Туркмении. Власти Туркмении обвинили Узбекистан в «поддержке мятежников», в покушении на своего президента и сокрытии ее участников в своём посольстве. Один из ярких примеров грубого нарушения Венской конвенции о дипломатических сношениях в новейшем времени. До сих пор существуют противоречивые версии и причины данного инцидента.
Вечером 16 декабря 2002 года группа спецназа МНБ Туркмении начала штурм территории, где находится посольство Республики Узбекистан в столице Туркмении Ашхабаде. Несмотря на протесты работников посольства, спецназ и другие сотрудники МНБ Туркмении ворвались в здание посольства Узбекистана, грубо нарушив Венскую конвенцию о неприкосновенности дипломатических миссий и дипломатов. Внутри здания посольства спецназ и другие работники МНБ Туркмении начали поиски якобы скрывающегося Бориса Шихмурадова. Власти Туркмении вторжение на суверенную и неприкосновенную территорию, принадлежащую Узбекистану объяснили «поиском террористов, скрывающихся в посольстве».
Во время вторжения в посольство посол Узбекистана Абдурашид Кадыров вместе с женой находились в посольстве Республики Казахстан, на торжественном приёме в честь Дня независимости Республики Казахстан. Вестью о вторжении в своё посольство посол Узбекистана был осведомлён почти сразу, и посол вместе с другими сотрудниками своего посольства рассказали о случившемся послам и дипломатам других стран, присутствующих на торжестве. Вместе с послом Узбекистана на место происшествия поехали несколько послов других государств, в том числе глава миссии ОБСЕ. К этому времени спецназ и сотрудники МНБ Туркмении уже покинули территорию посольства, так и не обнаружив там ни одного «террориста», но перед уходом они засняли на камеру «признание» неизвестного гражданина Туркмении, стоящего перед камерой на фоне посольства Узбекистана, о том что он якобы несколько дней с «другими сообщниками» скрывался в этом посольстве от ищущих его правоохранительных органов Туркмении. Сотрудники посольства Узбекистана, находившиеся в посольстве на момент вторжения рассказали всё дипломатам о том что произошло.

## Реакция
На следующий день после событий МИД Республики Узбекистан выступил с официальным протестом в адрес Туркмении, обвинив её в «грубом нарушении норм и принципов международного права, положений Венской конвенции о дипломатических сношениях, а также двухсторонних межгосударственных соглашений». В МИД Республики Узбекистан был вызван посол Туркмении Солтан Примухаммедов, где ему была официально вручена нота протеста с требованием от Туркмении «незамедлительных разъяснений по поводу случившегося, а также принятия конкретных мер по выявлению и привлечению к строгой ответственности виновных лиц». Между тем на узбекско-туркменской границе появилась напряжённость, ужесточена проверка документов. В итоге Туркмения в одностороннем порядке закрыла свою границу с Узбекистаном. С обеих сторон были выставлены дополнительные посты. Туркмения также в срочном порядке начала стягивать ближе к границе свои немногочисленные войска для защиты в случае возможной интервенции Узбекистана на свою территорию, хотя совсем недавно велись разговоры между странами об устройстве специальных магазинов и торговых точек приграничной торговли для граждан обеих стран. Туркменскому президенту Сапармурату Ниязову показалась вполне возможным военная агрессия со стороны Узбекистана в ответ событий в посольстве, свержение своего режима и последующая аннексия своей страны со стороны Узбекистана, что на самом деле было совсем беспочвенным.
Вторжение на неприкосновенную дипломатическую миссию осудили практически все члены международного сообщества, включая ООН, ОБСЕ, Европейский союз, США и другие. Сотрудники узбекистанской дипломатической миссии и торгового представительства в Ашхабаде назвали произошедшее «откровенной провокацией», с которыми на условиях анонимности согласились некоторые чиновники Туркмении в интервью зарубежным изданиям. В частности один из сотрудников аппарата кабинета министров Туркмении в интервью изданию «Коммерсантъ» сказал:

То, что в отношениях между Узбекистаном и Туркменистаном есть большие проблемы, было ясно давно. Последнее тому подтверждение, не считая инцидента в понедельник (16 декабря), недавний визит в Ашхабад правительственной делегации Узбекистана во главе с премьер-министром Уткиром Султановым. В ходе этого визита, вместо обсуждения вопросов двустороннего сотрудничества, узбекские гости были вынуждены выслушивать нравоучения своих туркменских коллег и их «просьбы-рекомендации» предоставить Туркменистану льготы в нефтегазовом секторе. Говорят, что … Султанов был настолько взбешен атмосферой переговоров, что, буквально «хлопнув дверью», улетел в Ташкент, не дожидаясь официального завершения заседания. После этого отношения между двумя странами существенно разладились.

Власти Туркмении обвинили Узбекистан в поддержке туркменской оппозиции во главе с Борисом Шихмурадовым, которые совершили неудачное покушение на президента Сапармурата Ниязова и осуществляли неудавшийся государственный переворот. Узбекистан отверг все обвинения, а президент Узбекистана Ислам Каримов прислал Сапармурату Ниязову телеграмму со словами поддержки: «Сообщение о совершенном теракте — попытке покушения на Вашу жизнь — вызвало глубокую тревогу и возмущение в Узбекистане. Узбекистан всегда осуждал и осуждает терроризм во всех его проявлениях и формах и готов к всестороннему сотрудничеству в борьбе с этим злом». Сапармурат Ниязов не поверил в искренность этих слов, и отношения между президентами и странами стали весьма холодными и достигли глубокого кризиса. Во много раз уменьшился торговый оборот, режим на границе обеих стран был усилен, сохранился визовый режим между государствами, граждане обеих государств столкнулись с большими трудностями в получении виз. Сапармурат Ниязов начал откровенно опасаться Узбекистана, видя в нём угрозу своей власти. Между тем Казахстан, Россия, Иран и Турция стали прикладывать усилия по примирению двух президентов. Лишь спустя два года состоялся первый телефонный разговор между президентами Туркмении и Узбекистана. По сообщению пресс-службы Сапармурата Ниязова, «президенты отметили, что сегодня у двух народов с давними и глубокими историческими традициями нет неразрешимых спорных вопросов, и имеется значительный потенциал дальнейшего сотрудничества. Реализацией этого потенциала займутся рабочие группы, которые подготовят соответствующие документы. После разговора два президента немедленно дали указание эти группы создать». Отношения между странами нормализовались и вновь обрели дружественный и союзнический характер лишь после смерти Сапармурата Ниязова в декабре 2006 года и прихода вместо него Гурбангулы Бердымухамедова.